# Hannu Lepistö

Hannu Lepistö, finski skakalni trener, * 17. maj 1946. 
Hannu Lepistö je začel delovati kot trener leta 1980. 
V letih 1980 do 1985 je bil trener finske A ekipe. Dosegel je mnogo uspehov, še največ z Mattijem Nykänenom, ki je v tem obdobju postal olimpijski prvak v Sarajevu leta 1984, enkrat pa je osvojil svetovni pokal.
Nato je odšel v Italijo, kjer je ostal do leta 1992, največje uspehe pa je dosegal z Robertom Ceconom, ki je osvojil srebrno medaljo na poletih na prvenstvu v Planici.
Po dveletni prekinitvi trenerskega dela se je leta 1994 zopet vrnil na Finsko, največje uspehe pa sta dosegala takrat mladi Janne Ahonen, ki je postal svetovni prvak na mali skakalnici leta 1997 v Trondheimu, ter Jani Soininen, ki je bil olimpijski prvak v Naganu leta 1998, pravtako na mali skakalnici.
Po olimpijski sezoni se je ponovno pridružil italijanski reprezentanci, kjer pa situacija ni bila najbolj rožnata. Finec se je poslovil od mesta trenerja in postal televizijski komentator na Eurosportu. 
Nato je leta 2002 sprejel ponudbo avstrijske smučarske zveze. Vzgojil je Thomasa Morgensterna, Floriana Liegla, Andreasa Koflerja in Christiana Nagillerja. V tem obdobju so avstrijski tekmovalci prevladovali v svetovnem pokalu. Andreas Widhölzl je bil v sezoni 2002/03 skupno 3. v skupnem seštevku svetovnega pokala. Po slabši sledeči sezone so Finca odpustili iz reprezentance. 
Lepistö pa je hitro našel delo, zopet je postal trener italijanske reprezentance, ob sebe kot pomočnika sveže upokojenega Roberta Cecona, z nalogo delati na mladih skakalcih. V dveh sezonah je ustvaril Stefana Chiapolina, Andreo Morassija ter Sebastiana Colloreda. Po sezoni 2005/06 je zaradi finančnih razlogov ekipo zapustil in se preselil na Poljsko.

### Trenerska kariera
| Ekipa    | Leta        |
| -------- | ----------- |
| Finska   | 1980 - 1985 |
| Italija  | 1985 - 1992 |
| Finska   | 1994 - 1998 |
| Avstrija | 2002 - 2004 |
| Italija  | 2004 - 2006 |
| Poljska  | 2006- 2008  |